# 1-辛烯-3-醇乙酸酯
1-辛烯-3-醇乙酸酯是一种有机化合物，化学式为C10H18O2，也称为乙酸蘑菇酯，是1-辛烯-3-醇和乙酸形成的酯，可由酯化反应制得。它可以以两种对映异构体的形式存在，作为外消旋体得到。它是薰衣草油的成分。